# Saint-Mard (Somme)
Saint-Mard é uma comuna francesa na região administrativa de Altos da França, no departamento de Somme. Estende-se por uma área de 4,15 km². Em 2010 a comuna tinha 162 habitantes (densidade: 39 hab./km²).